# Rubellius Blandus
Lucius Rubellius Blandus était un rhéteur romain de l'époque d'Auguste. Il était originaire de Tibur (Tivoli) et de rang équestre.
Il fut l'un des maîtres de Papirius Fabianus, qui eut lui-même pour élève Sénèque.

## Descendance
Son petit-fils, Caius Rubellius Blandus, fut consul suffect en 18 et proconsul d'Afrique en 36. Il épousa en 33 Julia, fille de Drusus et petite-fille de l'empereur Tibère. De ce mariage naquit Caius Rubellius Plautus, qui fut mis à mort en 62 sur l'ordre de son cousin Néron.  
Juvénal mentionne un Rubellius Blandus, son contemporain, qui se targue de son ascendance julio-claudienne.